# Locator/Identifier Separation Protocol
IPアドレスには現在2つの役割がある。
- 相手の識別子。ローカルなネットワークにおいてそのネットワークインタフェースをユニークに識別する
- ルーティングのための識別子。大規模なルーティングにおいてそのネットワークインターフェイスがどこに接続されているかを識別する

2つの役割を分離してインターネットをよりスケールさせる方法がいくつか提案されてきた。ネットワーク側の解決策としてLocator/Identifier Separation Protocol (LISP)やGSE/8+8、ホスト側の解決策としてSHIM6やHost Identity Protocol (HIP)などがある。
Locator/Identifier Separation Protocolでは、ネットワークを構成する要素（ルーター）が個体識別子 (EID) と位置識別子 (RLOC) をマッピングする役割を担う。その処理は末端のホストからは見えない。

## LISPの優位性
- BGPやAS番号、PIアドレスによらない安価なマルチホーミング
- アドレスファミリーの横断: IPv6からIPv6 over IPv4や、IPv4からIPv4 over IPv6など